# Devoll
Devoll est une municipalité d'Albanie, appartenant à la préfecture de Korçë. Sa population est de 26 716 habitants en 2011.

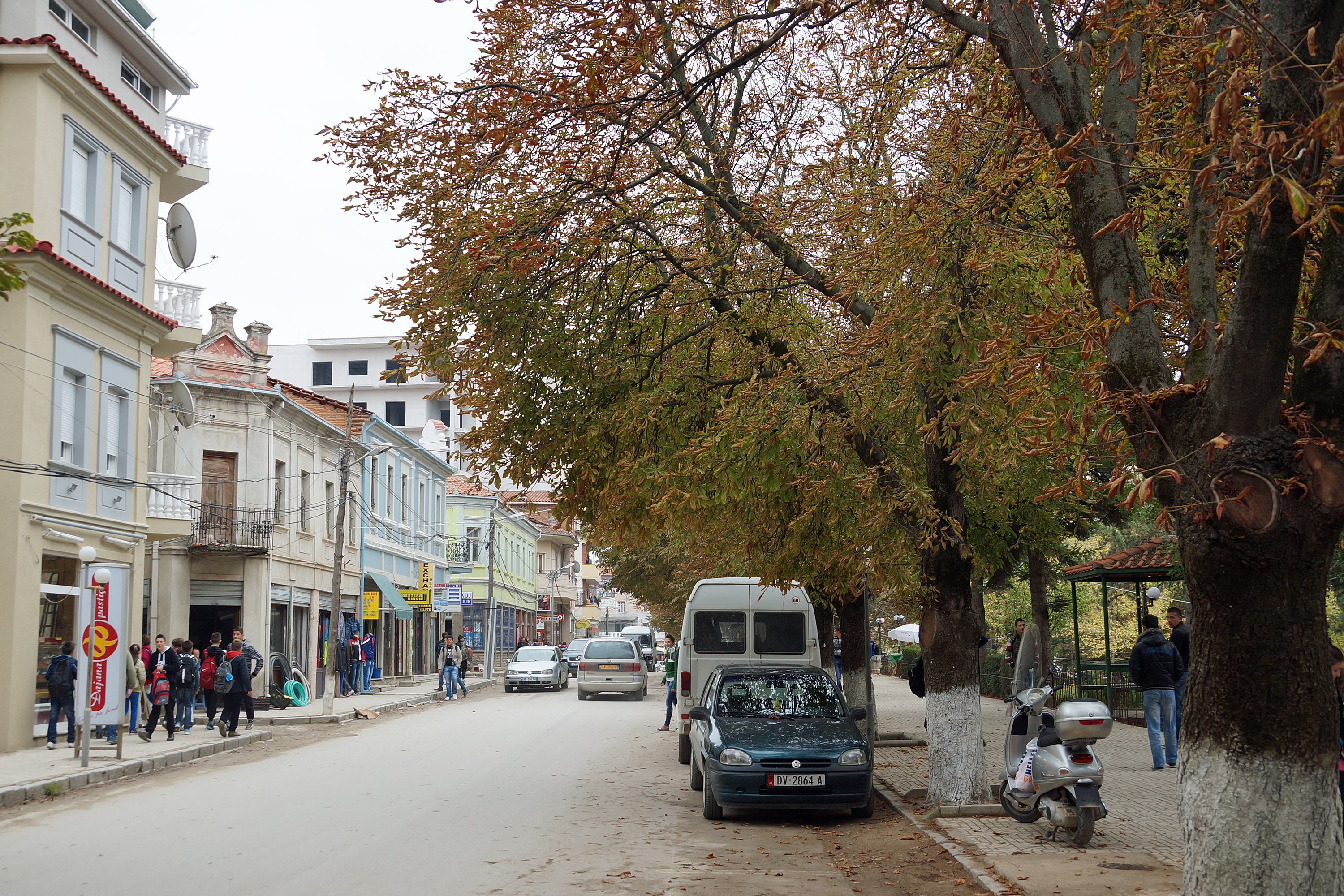
Bilisht